# Kokufu
Kokufu (jap. 国府) bezeichnet die Hauptstadt der historischen Provinzen Japans.

## Geschichte
Die Kokufu und die Ämter des Kokushi, die die älteren Kuni no Miyatsuko ablöste, entstanden in den 660ern nach den Taika-Reformen, in denen die gesamte Verwaltung nach chinesischem Vorbild zentralisiert wurde (Ritsuryō-System).
Das 935 zusammengestellte Wamyō Ruijushō enthält die früheste Auflistung der Hauptstädte der einzelnen Provinzen und deren Lokalisierung. Die Lagen der ursprünglichen Hauptstädte des 8./9. Jahrhunderts sind nicht überliefert.
Nachdem den Shugo (Militärgouverneure) in der Muromachi-Zeit (ab dem 14. Jahrhundert) immer häufiger die Aufgaben der Kokushi (inklusive des Zivilgouverneurs) übertragen bekamen, verloren die Kokuga an Bedeutung.

## Aufbau
Im Zentrum befand sich die Provinzverwaltung (国衙, Kokuga) mit unterschiedlichen Behörden (Verwaltungs-, Land-, Finanz-, Polizei- und Militäramt) und dem Amtsgebäude der Kokushi, das als Kokuchō (国庁) bezeichnet wird. Im Außenbereich befanden sich die Provinzschule (Kokugaku), Garnisonsgebäude und Speicher für die Sachsteuern.
Als die Shugo die Kokushi ersetzten, wurde deren Verwaltung Shugosho (守護所) gelegentlich in den Gebäuden oder in der Nähe des Kokuga angesiedelt. In diesen Fällen wurde die Verwaltung auch Fuchū (府中) genannt.
In ihrem quadratischen Grundriss folgten die Kokufu der Hauptstadt Japans, erst Fujiwara-kyō und dann Heijō-kyō, die wiederum nach dem Vorbild der chinesischen Tang-Hauptstadt Chang’an angelegt wurde. Allerdings waren sie, mit Ausnahme von Dazaifu das eine Sonderstellung einnahm, vergleichsweise klein. So besaß die Hauptstadt der Provinz Suō eine Fläche von 1 km², diejenige der Provinz Bizen 850 m × 850 m (0,7 km²).
Innerhalb oder in der Nähe der Kokufu befanden sich auch die höchsten religiösen Stätten der jeweiligen Provinz: die buddhistischen Provinztempel (Kokubun-ji), je einer für die Mönche und Nonnen, und der shintoistische Erste Schrein (Ichi-no-miya).